# Новородчиці
Новоро́дчиці — село в Україні, в Рівненському районі Рівненської області. Населення становить 306 осіб.

## Географія
Селом тече річка Кутянка.

## Загальні відомості
Село Новородчиці забудовано компактно одноповерховими будинками. В адміністративно-громадському центрі зосереджені сільська рада, клуб, магазини, школа.
Через село проходить автошлях Рівне — Остріг — Теремне.
Рельєф території села рівнинний, хоча поза межами села поля розчленовані ярами та балками. Ґрунтові води залягають на глибині більше 3 метрів. Ґрунтоутворюючими породами в населеному пункті є середьосуглинкові ґрунти.
Територія села безпечна щодо затоплення поверхневими водами. Небезпечні геологічні процеси відсутні. Основу ґрунтового покриву складають чорноземи щебенюваті середньозмиті та дернові щебенюваті середньо суглинкові ґрунти на елювії щільних карбонатних порід.
Село електрифіковане, має телефонний зв'язок, не газифіковане. Централізоване водопостачання та каналізація відсутні.

## Історія
Село Новородчиці вперше згадується в 1470 році, але під назвою «Новгородчиці» в діловому акті, коли холмський пан Ванко Скердевич заявив, що він «князю Семену Василевичу помещику збаражскому, продал вечную отчизну свою и дедину свою на веки векав (довічно) за тисяч коп. широких грошей ческой монети … а то все есть в Луцком повете.».
У часи визвольної війни 1648—1654 років «Новгородчицы» («Новгородчичи») кількаразово документуються донесеннями з приводу дії околиці цього села повстанських загонів селян, які підтримували козацьке військо, поповнювали його ряди, активно протидіяли шляхетсько-поміщицькій сваволі. Польський географічний словник 1886 року засвідчує це село під назвою «Новородчице»(Noworodczyce), «Новорочиньце»(Noworoczycce), «Новорочице» (Noworoczyce), коментуючи, що воно колись належало Джусам, останній потомок яких бездітним помер в 1848 році. Тут же інформується, що в гірській околиці села виявлені «камінні ломи» для млинів, а також поклади мідної руди, яку з невідомих причин перестали добувати, транспортувати. За даними 1889 року, «село Новородчицы при речке Кутянке, вытекающей из лесов волости Куневской», мало 33 двори, 284 прихожан.
У 1906 році село Кунівської волості Острозького повіту Волинської губернії. Відстань від повітового міста 22 верст, від волості 7. Дворів 69, мешканців 464.
Отож Новородчиці — це видозмінена колишня документована назва «Новгородчичи», де втілене значення "оселя, до якої мали суттєве відношення люди з роду Новгородчиця («Новгородчича»).
У світлі народних оповідей, Новородчиці спочатку були розміщені дещо на північ, де зараз урочище Крутовщина. Але після їх спустошення татаро-монголами уцілілі мешканці переселились у надріччя Кутянки, де заснували сільце під назвою Нове Урочище, а потім перейменували в «Нова Рощиня» і по часі витворили з них сучасне наймення.
На даний час в селі знаходиться дев'ятирічна школа, будинок культури, бібліотека, сільрада, крамниця, осередки сільськогосподарського та іншого виробництва на колишніх колгоспних осередках.
Село має побудовану в 1754 році на кошти зем'янина Кадлубіцького церкву Пресвятої Богородиці. У 1877—1878 роках вона була заново перебудована, мала на збереженні копії метричних книг з 1785 року, рідкісні стародруки, рукописні хроніки подій, опис церковної землі площею 48296 десятин. У 1792—1809 роках тут правив Михайло Лакасевич, а потім священики села Кутянки (Ляхова).
У селі недалеко від церкви знаходився костел з іменними дзвонами подарованими польським урядом жителям с. Новородчиці у 1931році. У 1944 році костел був спалений. Один із дзвонів захований жителями села і на даний час знаходиться біля церкви Пресвятої Богородиці.
На фронтах Другої світової війни проти фашистів воювали 38 жителів, з них 17 загинуло, 21 нагороджено орденами і медалями.
Місцевий колгосп «Комуніст», «Промінь» обробляв 2198 га землі, у тому числі1142 га орної. Тут вирощували зернові, цукрові бурки, овочі, виробляли продукти тваринництва. Колгоспники були неодноразовими учасниками ВДНГ.

## Символіка
Рішенням сесії сільської ради від 14.05.2012року № 100 затверджено символіку територіальної громади: герб і прапор.

### Герб
Герб розділений на три поля: у верхньому червоному полі срібний лапчатий хрест, який є символом національно-визвольного руху, символом християнства і територіальним знаком Волині. Середнє синє поле символізує багаті природні та водні ресурси, село розміщене понад берегом річки «Кутянка», за річкою луки, торфовища. Нижнє золотисте поле символізує розвинуте сільське господарство. Зелена ялинка на золотистому фоні вказує на багате лісове господарство.

### Прапор
Прапор села Новородчиці: чотирикутне полотнище, що складається з трьох полів: вертикального червоного, горизонтальних синьої і золотистого, які об'єднує герб.